# Fumaria sepium
Fumaria sepium är en vallmoväxtart. Fumaria sepium ingår i släktet jordrökar, och familjen vallmoväxter.

## Underarter
Arten delas in i följande underarter:
- F. s. rugosa
- F. s. sepium